# Ээи, Валериан
 Валериан Ээи  (фр. Valériane Ayayi; род. 29 апреля 1994, Бордо, Жиронда, Аквитания, Франция) — французская баскетболистка, выступающая в амплуа лёгкого форварда. Многократный призёр чемпионатов Европы и Олимпийских игр в составе сборной Франции по баскетболу.

## Биография
Валериан Ээи — воспитанница баскетбольной школы Бордо. В детском возрасте выступала за клубы из Аквитании, пока в 15 лет не переехала в Париж, где начинает выступать за парижский Центр подготовки баскетболистов в подэлитном дивизионе «LFB2», там же стала постоянно привлекаться в состав национальной сборной различных возрастов.
В первом же международном турнире Валериан завоёвывает «бронзовую» медаль чемпионата Европы среди кадеток. На следующий год баскетболистка выступает на юниорском чемпионате мира (до 19 лет) в Чили, где становится самым результативным игроком в команде.
В 2012 году Ээи выигрывает юниорское первенство Европы в Румынии и вновь она больше всех в команде набирает очки. В этом же году Валериан подписывает контракт с клубом высшего французского дивизиона «Баскет Ланды».
Летом 2013 года Ээи дебютирует в национальной сборной на «домашнем» чемпионате Европы, где завоёвывает серебряную медаль. В той команде она была самой юной (19 лет). Через месяц Валериан становится обладателем ещё одной серебряной медали, но уже на юниорском чемпионате мира в Литве.

### Статистика выступлений за сборную
| Сборная        | Сезон | Место | Чемпионат | Чемпионат | Чемпионат | Чемпионат |
| Сборная        | Сезон | Место | Игр       | Очк       | Подб      | Перед     |
| -------------- | ----- | ----- | --------- | --------- | --------- | --------- |
| ЧЕ (до 16 лет) | 2010  | 3     | 9         | 10,7      | 4,6       | 1,0       |
| ЧЕ (до 18 лет) | 2012  | 1     | 9         | 10,8*     | 6,4       | 1,1       |
| ЧМ (до 19 лет) | 2011  | 6     | 8         | 11,1*     | 5,0       | 0,9       |
| ЧМ (до 19 лет) | 2013  | 2     | 9         | 11,7      | 5,9       | 1,7       |
| Ч Е            | 2013  | 2     | 8         | 3,1       | 1,5       | 0,3       |

* — лучший показатель в команде

## Достижения
- Серебряный призёр чемпионата Европы: 2013
- Серебряный призёр юниорского чемпионата мира: 2013
- Чемпион Европы среди юниорок: 2012
- Бронзовый призёр Европы среди кадеток: 2010